# Monades
Monades, antik folkstam, bosatt i Apulien. Det påstås av Plinius den äldre, att Diomedes fann vid hans ankomst till detta område i Italien att det var bebott av barbariska stammar. Dessa stammar var Monades och Dardi, varav Monades han underkuvade och förstörde deras städer Alpina och Trica. Nicolas Fréret ansåg att dessa var av illyriskt ursprung.